# Fluoruro di bromo(I)
Il fluoruro di bromo(I), o anche più semplicemente fluoruro di bromo, è un composto interalogeno biatomico, costituito da fluoro e bromo, con formula BrF. È alquanto instabile in quanto soggetto a disproporzione. Fu sintetizzato per la prima volta da Otto Ruff nel 1933. Come altri composti interalogenici è un forte ossidante, corrosivo e molto reattivo. Si può preparare saturando bromo liquido con fluoro gassoso a 10 °C:
{\displaystyle {\ce {Br2(l) + F2(g) -> 2BrF(g)}}}

## Struttura e proprietà
Il fluoruro di bromo(I) è un composto molecolare; la molecola è polare con l'estremità negativa sull'elemento più elettronegativo, il fluoro, ed è quindi meglio rappresentabile come:
{\displaystyle {\ce {Br^{\delta +}-F^{\delta -}}}}.
Il momento dipolare risultante è ragguardevole, 1,422 D, corrispondente a una differenza di elettronegatività di 1,02. Il legame in questa molecola (175,6 pm) è appena più corto della somma dei raggi covalenti di bromo e fluoro (177 pm). A temperatura ambiente il fluoruro di bromo(I) si presenta come un liquido rosso chiaro che bolle intorno a 20 °C, ma il dato è incerto perché il composto non si può isolare puro: si disproporziona spontaneamente secondo reazioni di equilibrio, formando bromo elementare (Br2), trifluoruro di bromo (BrF3), e in parte anche pentafluoruro di bromo (BrF5):
{\displaystyle {\ce {3 BrF <=> Br2 + BrF3}}}
{\displaystyle {\ce {5 BrF <=> 2 Br2 + BrF5}}}
Per questo motivo non è possibile determinare con precisione le sue proprietà fisiche, che comunque sono intermedie tra quelle degli alogeni costituenti.
L'instabilità del composto non deriva, però, da un'intrinseca debolezza del legame tra bromo e fluoro, come si potrebbe supporre: l'energia di dissociazione {\displaystyle {\ce {D0(Br-F)}}} ammonta a ben 249,4 kJ/mol, mentre sia quella di {\displaystyle {\ce {Br-Br}}} (190,2 kJ/mol), che quella di {\displaystyle {\ce {F-F}}} (154,8 kJ/mol), entrambi stabili, sono significativamente minori; un'instabilità ancora più spinta si osserva per il fluoruro di iodio IF, dove la differenza di elettronegatività sale a 1,32. I motivi sono principalmente due: formazione di più legami nel trifluoruro di bromo e nel pentafluoruro di bromo, anche se meno energetici (201,2 e 187,0 kJ/mol, rispettivamente) di quelli nel fluoruro di bromo, e relativamente bassa energia di attivazione per queste trasformazioni. A differenza del cloruro di bromo, il fluoruro di bromo non tende a dissociarsi negli elementi costituenti ma, come il fluoruro di iodio, tende a disproporzionarsi a {\displaystyle {\ce {Br(0)}}} e {\displaystyle {\ce {Br(III)}}} o {\displaystyle {\ce {Br(V)}}}, come visto sopra. La stabilità del fluoruro di bromo aumenta sensibilmente in presenza di piridina e si può isolare il complesso {\displaystyle {\ce {C6H5N\cdot BrF}}} e impiegarlo più utilmente al suo posto nelle sue reazioni.

## Sintesi e reattività
Si può ottenere fluoruro di bromo per sintesi diretta dagli elementi, come descritto sopra. Una sintesi che cerca di minimizzare il disproporzionamento del fluoruro di bromo viene condotta miscelando i due elementi con cautela al di sotto di -100 °C. Il fluoro gassoso viene aggiunto, in miscela 1:4 in azoto, a una soluzione di Br2 in adatti solventi, quali propionitrile, fluoruro di etile, o anche altri:
{\displaystyle {\ce {Br2 + F2 -> 2 BrF}}}
Si può anche ottenere dalla comproporzione del trifluoruro di bromo (BrF3) con bromo molecolare, ma le rese sono basse:
{\displaystyle {\ce {BrF3 + Br2 -> 3 BrF}}}
Come accade anche per gli altri interalogeni diatomici, in soluzione acquosa il fluoruro di bromo si idrolizza dando acido ipobromoso e acido fluoridrico:
{\displaystyle {\ce {BrF + H2O -> HOBr + HF}}}
Il fluoruro di bromo, come il fluoruro di iodio (ma anche gli altri interalogeni biatomici), mostra proprietà di acido di Lewis catturando uno ione {\displaystyle {\ce {F^{-}}}} a dare lo ione complesso difluorobromato ({\displaystyle {\ce {BrF2^{-}}}}):
{\displaystyle {\ce {BrF + F^{-}-> BrF2^{-}}}}
Questo ione è precisamente isoelettronico con il difluoruro di kripton ({\displaystyle {\ce {KrF2}}}) e isoelettronico di valenza con lo ione triioduro ({\displaystyle {\ce {I3^{-}}}}) e, come questi, ha struttura lineare (simmetria {\displaystyle D_{\infty h}}); di esso è stato possibile isolare il sale di tetrametilammonio, {\displaystyle {\ce {[Me4N]+[BrF2]^{-}}}}, analogo al difluoroiodato di tetrametilammonio {\displaystyle {\ce {[Me4N]+[IF2]^{-}}}}.
BrF ha trovato uso come bromurante in sostituzioni elettrofile aromatiche senza dover impiegare acidi di Lewis come catalizzatori. Dal toluene con BrF 1:1 si ottengono, ad esempio:
- o-{\displaystyle {\ce {Br-C6H4-CH3}}} (47%)
- p-{\displaystyle {\ce {Br-C6H4-CH3}}} (47%, 10 min)

Dall'anisolo, similmente si ottengono:
- o-{\displaystyle {\ce {Br-C6H4-OCH3}}} (18%)
- p-{\displaystyle {\ce {Br-C6H4-OCH3}}} (76%, 5 min).[17]

Sono state indagate le sue possibilità di impiego in addizioni elettrofile ad alcheni e ad alchini; in questi ultimi è possibile fermare l'addizione all'alchene bromo-fluorurato, senza che la reazione proceda fino all'alcano.